# ATP Race
L'ATP Race (littéralement « course ATP » en anglais) est un classement professionnel de tennis masculin, établi annuellement par l'ATP depuis la saison 2000. Il permet de déterminer les huit participants au Masters, dernier tournoi de la saison ATP, puis de désigner le numéro 1 mondial en fin d'année.
Contrairement au classement ATP technique, qui est actualisé chaque semaine en prenant en compte les points gagnés sur les 52 semaines précédentes, le classement de la course ATP prend seulement en compte les points gagnés durant la saison en cours.
Les sept premiers joueurs à la Race se qualifient pour le Masters ; la dernière place revient soit au joueur ayant gagné un des quatre tournois du Grand Chelem au cours de la saison et classé de la 8e à la 20e place du classement, soit à défaut au joueur classé 8e.
Comme pour le classement technique, il existe deux classements ATP Race : un en simple et un en double, ce dernier étant calculé par paire et non par joueur.

## Distribution des points en simple
Tous les joueurs démarrent la saison avec un compteur remis à zéro au classement de la Race, puis ils gagnent des points tout au long des tournois de l'année.
Pour le classement, ne sont pris en compte que les points accumulés sur dix-neuf tournois :
- les 4 tournois du Grand Chelem,
- les 9 Masters 1000 obligatoires[2],
- les sept meilleurs résultats sur l'ensemble des autres tournois.
- Les joueurs peuvent remplacer jusqu'à 3 résultats dans les Masters 1000 obligatoires par des meilleurs résultats dans d'autres tournois.

Depuis 2016, les Jeux olympiques et la Coupe Davis, gérés par l'ITF, ne rapportent aucun point ATP.
| Catégorie du tournoi          | Vainqueur                                                                                 | F               | 1/2                              | 1/4                              | 1/8                               | 1/16                         | 1/32    | 1/64 | Qualification                   |
| ----------------------------- | ----------------------------------------------------------------------------------------- | --------------- | -------------------------------- | -------------------------------- | --------------------------------- | ---------------------------- | ------- | ---- | ------------------------------- |
| Grand Chelem                  | 2000                                                                                      | 1200            | 720                              | 360                              | 180                               | 90                           | 45      | 10   | +25                             |
| Masters                       | +500                                                                                      | +400            | Phase de groupe : 200 / victoire | Phase de groupe : 200 / victoire | Phase de groupe : 200 / victoire  |                              |         |      |                                 |
| Masters 1000                  | 1000                                                                                      | 600             | 360                              | 180                              | 90                                | 45                           | 10 (25) | (10) | +25 (+12 si plus de 56 joueurs) |
| ATP 500                       | 500                                                                                       | 300             | 180                              | 90                               | 45                                | (20)                         |         |      | +20 (+10 si plus de 32 joueurs) |
| ATP 250                       | 250                                                                                       | 150             | 90                               | 45                               | 20                                | (10)                         |         |      | +12 (+5 si plus de 32 joueurs)  |
| Jeux olympiques (jusque 2015) | 750                                                                                       | 450             | 340 (3e) 270 (4e)                | 135                              | 70                                | 35                           | 5       |      |                                 |
| Coupe Davis (jusque 2015)     | 75 par victoire. Bonus +75 : 7 victoires et la coupe Bonus +125 : 8 victoires et la coupe | 75 par victoire | 70 par victoire                  | 65 par victoire                  | 40 par victoire et 10 par défaite | 5 par victoire (2e match 10) |         |      |                                 |

## Liste des vainqueurs de l'ATPRace

### En simple
| Année | Vainqueur       | Points |
| ----- | --------------- | ------ |
| 2000  | Gustavo Kuerten | 839    |
| 2001  | Lleyton Hewitt  | 897    |
| 2002  | Lleyton Hewitt  | 873    |
| 2003  | Andy Roddick    | 907    |
| 2004  | Roger Federer   | 1 267  |
| 2005  | Roger Federer   | 1 345  |
| 2006  | Roger Federer   | 1 674  |
| 2007  | Roger Federer   | 1 436  |
| 2008  | Rafael Nadal    | 1 335  |
| 2009  | Roger Federer   | 10 550 |
| 2010  | Rafael Nadal    | 12 450 |
| 2011  | Novak Djokovic  | 13 675 |
| 2012  | Novak Djokovic  | 12 920 |
| 2013  | Rafael Nadal    | 13 030 |
| 2014  | Novak Djokovic  | 11 510 |
| 2015  | Novak Djokovic  | 16 585 |
| 2016  | Andy Murray     | 12 410 |
| 2017  | Rafael Nadal    | 10 645 |
| 2018  | Novak Djokovic  | 9 045  |
| 2019  | Rafael Nadal    | 9 885  |
| 2020  | Novak Djokovic  | 3 165  |
| 2021  | Novak Djokovic  | 9 370  |
| 2022  | Carlos Alcaraz  | 6 820  |
| 2023  | Novak Djokovic  | 11 245 |
| 2024  | Jannik Sinner   | 11 830 |

### En double
| Année | Vainqueurs                          | Points |
| ----- | ----------------------------------- | ------ |
| 2007  | Bob Bryan / Mike Bryan              | 1 351  |
| 2008  | Bob Bryan / Mike Bryan              | 2 282  |
| 2009  | Bob Bryan / Mike Bryan              | 10 800 |
| 2010  | Bob Bryan / Mike Bryan              | 11 680 |
| 2011  | Bob Bryan / Mike Bryan              | 10 450 |
| 2012  | Bob Bryan / Mike Bryan              | 9 825  |
| 2013  | Bob Bryan / Mike Bryan              | 15 110 |
| 2014  | Bob Bryan / Mike Bryan              | 12 800 |
| 2015  | Jean-Julien Rojer / Horia Tecău     | 7 810  |
| 2016  | Jamie Murray / Bruno Soares         | 7 850  |
| 2017  | Lukasz Kubot / Marcelo Melo         | 9 310  |
| 2018  | Oliver Marach / Mate Pavić          | 7 810  |
| 2019  | Juan Sebastian Cabal / Robert Farah | 8 300  |
| 2020  | Mate Pavić / Bruno Soares           | 3 785  |
| 2021  | Nikola Mektić / Mate Pavić          | 9 275  |
| 2022  | /                                   |        |